# Molen de Platluis
Molen nummer 7, door zijn grootte ook wel De Platluis genoemd, was een hulpmolen voor het bemalen van het lagere gedeelte van polder De Wilde Veenen, bij Moerkapelle in de gemeente Zuidplas. Het was de kleinste molen van de polder.

## Geschiedenis
In 1657 werd een wipmolen verplaatst vanaf de oostlandscheiding, om de afwatering te verleggen van Rijnland naar Schieland. Het was de enige poldermolen die niet aan de Rottedijk lag, maar tussen de Middelweg en de Schravenwildertpad, ongeveer 100 meter buiten het dorp. De molen maalde het water uit de Honderd Morgen of De Wilde Veenen naar de Grote Duikertocht. Vanuit deze tocht kon het water naar de Rotte gemalen worden. In 1808 werd de wipmolen gesloopt en op de fundering ervan werd de huidige, stenen grondzeiler gebouwd. In 1924 werd de molen gedeeltelijk gesloopt, de wieken en het scheprad werden verwijderd en in 1976 werd de molen ingericht tot woonhuis.
Wipmolen: Hertogmolen

Afgeknotte molens: Molen nummer 1 · Molen nummer 2 · Molen nummer 3 · Molen nummer 4 · Molen de Oorsprong · Aalsmeerse molen · Molen de Platluis